# Ronald Pickup
| Ronald Pickup                             | Ronald Pickup                                 |
| Kattints az alábbi külső linkek egyikére! | Kattints az alábbi külső linkek egyikére!     |
| ----------------------------------------- | --------------------------------------------- |
| Nem található szabad kép.(?)              |                                               |
| külső link · jogvédett                    | Képe a RADA honlapján (1964)                  |
| külső link · jogvédett                    | Képe a Blue Montains Gazette-ből (2010 körül) |

Ronald Alfred Pickup (Chester, Cheshire, Anglia 1940. június 7. – London-Camden, 2021. február 24.) angol színész. Kiemelkedő tehetségű, klasszikus képzést szerzett színművész volt, előkelő és választékos előadói stílusával jelenítette meg klasszikus darabok szereplőit, híres történelmi személyiségeket és úri csibészeket egyaránt. Színpadi munkája mellett 1964-ben szerepelt először a Ki vagy, doki? filmsorozat egyik évadában. Fél évszázados pályája során több, mint 150 filmben jelent meg.

## Élete

### Származása, tanulmányai
Nyugat-Angliában született, a cheshire-i Chesterben, a walesi határ közelében. Apja, Eric Pickup az angol és francia nyelv tanára volt, anyja Daisy Williams. Az ifjú Ronald a chesteri King’s School-ba járt, majd a Leedsi Egyetemen tanult, itt 1962-ben szerzett diplomát.  Ezután a londoni RADA színiakadémián szerzett színészi oklevelet 1964-ben.

### Színészi pályája
1964-ben lépett először színpadra a leicesteri Phoenix Színházban. Két évadon át dolgozott a Royal Court Theatre társulatában, majd 1966-ban csatlakozott Laurence Olivier londoni társulatához, a Royal National Theatre Company-hoz. Hét évadon át, 1973-ig játszott, tanult Olivier keze alatt. Széles repetoárja felöleli a legtöbb klasszikus címszerepet, Oidipusz királytól Macbeth-ig, de elismerést aratva remekelt olyan kortárs drámákban is, mint Eugene O’Neill: Hosszú út az éjszakába (1971) vagy Samuel Beckett: Godot-ra várva (2009).
A tekintélyes Michael Billington színikritikus azt írta, Pickup „lenyűgöző színpadi csillag, meghatározó tagja Laurence Olivier társulatának a Royal National Theatre színpadán.”
1998-ban Laurence Olivier-díjra jelölték, a legjobb férfi mellékszereplő kategóriájában, David Hare: Amy világa (Amy’s View) című tragikomédiájában nyújtott alakításáért.
1964-ban kapta első filmszerepét is, a Ki vagy, doki? című misztikus sci-fi tévésorozat első évadában egy sebészorvost játszott (Magát a címszereplő Doktort ekkor William Hartnell alakította). 1973-ban Fred Zinnemann: A Sakál napja c. thrillerében nagyszájú okmányhamisítót alakított, aki megkísérli megzsarolni a Sakált (Edward Fox), de rajtaveszt. Herbert Ross amerikai rendező 1980-as Nijinsky c. életrajzi drámájában Igor Stravinsky zeneszerzőt testesítette meg. 1982-ben Giuseppe Verdi alakját formálta meg, Renato Castellani rendező Verdi című történelmi életrajzi tévésorozatban, a zeneszerző ifjúkorától öregségéig. Sean Connery és Klaus Maria Brandauer mellett megjelent a James Bond-kalandfilmsorozat Soha ne mondd, hogy soha filmjében. 1987-ben Jakimov orosz herceg szerepét játszotta el a Fortunes of War című kémfilm-sorozatban, Emma Thompson és Kenneth Branagh mellett. Sikeres tévésorozatokban kapott alkalmi vagy állandó szerepeket. Valós személyeket keltett életre: Verdi mellett megformálta még George Orwell írót, William Pitt és Neville Chamberlain miniszterelnököket, Canterbury érsekét, Albert Einstein tudóst, Friedrich Nietzsche filozófust és Jan Tyranowski lengyel misztikust.
2003–2005 között Peter Greenaway rendező sajátos stílusú életrajzi filmdráma-csomagjában, a három részes „Tulse Luper bőröndjei” trilógiában és a részben eltérő szereposztással leforgatott egyrészes Bőröndbe csomagolt élet-ben is eljátszhatta Monsieur Moitessier szerepét. 2011-ben Judi Dench és Maggie Smith mellett játszotta el Norman Cousins ősz playboy szerepét John Madden rendező Keleti nyugalom – Marigold Hotel című romantikus vígjátékában, és annak 2015-ös Keleti nyugalom – A második Marigold Hotel című folytatásában is.

### Magánélete
1964-ben feleségül vette Lans Traverse angol színésznőt, akivel még a RADA színiiskolán ismerkedett meg. Két gyermekük született, Simon Pickup és Rachel Pickup (1973), mindketten színészi, filmes pályán dolgoznak.
Ronald Pickup és leánya, Rachel együtt szerepeltek a Kisvárosi gyilkosságok c. bűnügyi tévésorozat A varázsló unokaöccse c. 2008-as epizódjában, és a fia, Simon Pickup által 2021-ben rendezett, és 2023-ban még utómunkálatok alatt álló Schadenfreude (Káröröm) című filmben is.
Élete utolsó éveiben betegséggel küzdött, ennek ellenére egészen 2020-ig folyamatosan dolgozott. 2021. február 24-én, 80 éves korában hunyt el Londonban.

## Főbb filmszerepei
- 2021: End of Term; Damian Self
- 2019: Summer of Rockets, tévé-minisorozat; Walter
- 2018: The Coming of the Martians; kurátor
- 2018: A boldog herceg (The Happy Prince); bíró
- 2016: The Rebel, tévésorozat; Dr. Cranmore
- 2017: A legsötétebb óra (Darkest Hour); Neville Chamberlain
- 2016: A Korona, tévésorozat; Canterbury érseke
- 2016: Vera – A megszállott nyomozó (Vera); tévésorozat; Mr. Kipford
- 2015: Downton Abbey, tévésorozat; Sir Michael Reresby
- 2015: Keleti nyugalom – A második Marigold Hotel (The Second Best Exotic Marigold Hotel); Norman Cousins
- 2014: Hívják a bábát (Call the Midwife); Philip Worth
- 2014: Atlantis; tévésorozat; Orfeusz
- 2014: Coronation Street, tévésorozat; Len Sheldon
- 2013: Doc Martin, tévésorozat; John Moysey
- 2013: Pramface − Pofa be! (Pramface); Arnold
- 2012: Az utolsó angol úriember (Parade’s End); tévé-minisorozat; Haggard tábornok
- 2011: Keleti nyugalom – Marigold Hotel (The Best Exotic Marigold Hotel); Norman Cousins
- 2011: Lewis − Az oxfordi nyomozó (Lewis); tévésorozat; Moreno Mancini testvér
- 2010: Perzsia hercege: Az idő homokja (Prince of Persia: The Sands of Time); Sharaman király
- 2008: Candlefordi kisasszonyok (Lark Rise to Candleford); tévésorozat; Arthur Myhill / Peg Leg
- 2008: New Tricks, tévésorozat; Sir Wilfred Felspar
- 2003–2008: Kisvárosi gyilkosságok (Midsomer Murders), tévésorozat; két epizódban; Ernest Balliol / Rupert Smythe-Webster
- 2008: Odalenn (Dark Floors); Tobias
- 2002−2007: Holby Városi Kórház (Holby City), tévésorozat; Lord Charles Byrne / Bob Falstaff
- 2007: Egy varázslatos karácsony (The Christmas Miracle of Jonathan Toomey); William McDowell
- 2004−2006: A pánik hete (The Worst Week of My Life), tévésorozat; Fraser
- 2006: Lelkek tengere (Sea of Souls), tévésorozat; Alex Galt
- 2005: Bőröndbe csomagolt élet (A Life in Suitcases); Monsieur Moitessier  (Peter Greenaway)
- 2005: Szupernova – Amikor meghal a Nap (Supernova), tévéfilm; Dr. Malcolm Handey
- 2005: Bobby, a hűséges terrier (The Adventures of Greyfriars Bobby), Mr. Cecil Johnson
- 2004: Vagányok – Öt sikkes sittes (Hustle), tévésorozat; Harry Holmes
- 2004: Foyle háborúja (Foyle’s War), tévésorozat; Sir Giles Messinger
- 2004: Tulse Luper bőröndjei, 3. rész: Hálóingtől a végéig (The Tulse Luper Suitcases, Part 3: From Sark to the Finish); Monsieur Moitessier  (Peter Greenaway)
- 2004: Titkos ösvény (Secret Passage); Da Monte
- 2004: Tulse Luper bőröndjei, 2. rész: Vauxtól a tengerig (The Tulse Luper Suitcases, Part 2: Vaux to the Sea); Monsieur Moitessier           (Peter Greenaway)
- 2003: Evilenko; Aron Richter
- 2003: Cambridge kémei (Cambridge Spies); tévé-minisorozat; Winter ezredes
- 2003: Tulse Luper bőröndjei, 1. rész: A moab történet (The Tulse Luper Suitcases, Part 1: The Moab Story); Monsieur Moitessier    (Peter Greenaway)
- 2002: Kísért a múlt (Waking the Dead), tévésorozat; Charles Sutton
- 2002: Linley felügyelő nyomoz (The Inspector Lynley Mysteries), tévésorozat; Sir Stuart Stinhurst
- 2001: Az igazi Sherlock Holmes rejtélyes esetei (Murder Rooms: Mysteries of the Real Sherlock Holmes); tévé-minisorozat; Sir John Starr
- 2000: Kezdetben vala (Beginning), tévé-minisorozat; Öreg Jákob
- 1999: Dalziel és Pascoe nyomoz (Dalziel and Pascoe), tévésorozat; Walter Wulfstan
- 1999: Őfelsége kapitánya: A hercegnő és az ördög (The Duchess and the Devil), tévéfilm; Don Massaredo
- 1997: Lolita, Ifjú Humbert apja
- 1997: Ivanhoe, tévé-minisorozat; Waldemar Fitzurse
- 1986: Baleseti sebészet (Casualty); tévésorozat; Martin / Reginald Freeborn
- 1997: Hetty Wainthropp nyomoz (Hetty Wainthropp Investigates), tévésorozat; Lester Rose
- 1996: Ruth Rendell Mysteries, tévésorozat; Moore főfelügyelő
- 1996: A néma szemtanú (Silent Witness), tévésorozat; Dr. Richard Owen
- 1994: Scarlett, tévé-minisorozat; Mr. Whitlock
- 1991: Elsőosztályú gyilkosság (A Murder of Quality); tévéfilm; Felix D’Arcy
- 1991: Inspector Morse, tévésorozat; Ian Matthews
- 1990: Narnia Krónikái: Az ezüst trón (The Silver Chair); tévésorozat; Aslan hangja
- 1990: Jekyll és Hyde (Jekyll & Hyde), tévéfilm; Jeffrey Utterson / Esquire
- 1989: Narnia Krónikái: A Hajnalvándor útja (Prince Caspian and the Voyage of the Dawn Treader), tévésorozat; Aslan hangja
- 1989: Forrongó évszak (A Dry White Season); Louw
- 1989: Danny, a világbajnok (), tévéfilm; Lancaster százados
- 1989: Behaving Badly, tévé-minisorozat; Mark
- 1988: Narnia Krónikái: Az oroszlán, a boszorkány és a ruhásszekrény (The Lion, the Witch and the Wardrobe); tévé-minisorozat; Aslan hangja
- 1988: A sátán kutyája (The Hound of the Baskervilles); tévéfilm; Mr. Barrymore
- 1988: Bergerac, tévésorozat; Sir Antony Villiers
- 1987: Testimony; Tuhacsevszkij marsall
- 1987: Fortunes of War; tévé-minisorozat; Jakimov herceg
- 1987: Matlock, tévésorozat; Sir Alec Moore
- 1987: A negyedik záradék (The Fourth Protocol); Wynne-Evans
- 1986: A misszió (The Mission); Hontar
- 1985: Helló, Einstein! (Einstein), tévé-minisorozat; Albert Einstein
- 1985: Oscar, tévésorozat; Edward Carson
- 1985: Moving, tévésorozat; Frank Gladwyn
- 1984: Puccini, tévéfilm; Giulio Ricordi
- 1984: A kaméliás hölgy (Camille), tévéfilm; Jean
- 1984: Pope John Paul II, tévéfilm; Jan Tyranowski
- 1984: Crown Court, tévésorozat; Stephen Hodges
- 1983: Wagner, tévésorozat; Friedrich Nietzsche
- 1983: A Hold vizei (Waters of the Moon), tévéfilm; Julius Winterhalter
- 1983: Crystal Spirit: Orwell on Jura, tévéfilm; George Orwell
- 1983: Soha ne mondd, hogy soha (Never Say Never Again); Elliott
- 1982: Verdi, tévé-filmsorozat; Giuseppe Verdi
- 1982: Ivanhoe, tévéfilm; János herceg
- 1980: Nijinsky; Igor Stravinsky
- 1979: Zulu Dawn: Lándzsák hajnalban (Zulu Dawn), Harford hadnagy
- 1978: 39 lépcsőfok (The Thirty Nine Steps); Bayliss
- 1977: Joseph Andrews, Mr. Wilson
- 1975: The Philanthropist, tévé-minisorozat; Philip
- 1975: The Fight Against Slavery; tévé-minisorotar; William Pitt
- 1974: Jennie (Jennie: Lady Randolph Churchill); tévé-minisorozat; Lord Randolph Churchill
- 1974: Brown atya (Father Brown); tévésorozat; Mr. Kalon
- 1974: Gustav Mahler utolsó napjai (Mahler); Nick
- 1973: A Sakál napja (The Day of the Jackal); a hamisító
- 1970: A három nővér (Three Sisters); a báró
- 1967: Sok hűhó semmiért (Much Ado About Nothing); tévéfilm; Don Pedro
- 1964: Ki vagy, doki? (Doctor Who) (1963), sebészorvos

## További információ
- Ronald Pickup a PORT.hu-n (magyarul)
- Ronald Pickup az Internetes Szinkronadatbázisban (magyarul)
- Ronald Pickup az Internet Movie Database-ben (angolul)
- Ronald Pickup a Rotten Tomatoeson (angolul)
- Ronald Pickup az AlloCiné weboldalán (franciául)
- Ronald Pickup Profile (angol / francia nyelven). famousfix.com. (Hozzáférés: 2023. január 18.)
- Ronald Pickup (képei filmjeiből). Aveleyman.com. [2023. január 9-i dátummal az eredetiből archiválva]. (Hozzáférés: 2023. január 9.)